# Rahshon Turner
Rahshon Dujuan Turner (Passaic, 10 marzo 1975) è un ex cestista statunitense.

## Palmarès
- Coppa di Francia: 1

Le Mans: 2004
- Match des Champions: 1

BCM Gravelines: 2005